# Schlacht bei Siegburg 1796
1792

Porrentruy – Marquain – Quiévrain – Verdun – Thionville – Valmy – Lille – Mainz (1792) – Jemappes
1793

Aldenhoven I – Namur – Neerwinden – Mainz (1793) – Famars – Valenciennes (1793) – Arlon (1793) – Hondschoote – Meribel – Avesnes-le-Sec – Pirmasens – Toulon – Fontenay-le-Comte – Cholet – Lucon – Trouillas – Dünkirchen – Le Quesnoy – Menin I – Wattignies – Weißenburg I – Biesingen – Kaiserslautern I – Weißenburg II
1794

Boulou – Landrecis – Menin II – Mouscron – Martinique – Guadeloupe – Tourcoing – Tournai – Kaiserslautern II – San-Lorenzo de la Muga – 13. Prairial – Fleurus – Kaiserslautern III – Vosges – Aldenhoven II
1795

Cornwallis’ Rückzug – Genua – Groix – Hyeres – Handschuhsheim – Mainz (1795) – Mannheim – Loano
1796

Montenotte – Millesimo – Dego – Mondovì – Lodi – Borghetto – Castiglione – Mantua – Siegburg – Altenkirchen – Wetzlar – Kircheib – Kehl – Kalteiche – Friedberg  – Malsch – Neresheim – Sulzbach – Deining – Amberg – Würzburg – Neufundland – Rovereto – Bassano – Limburg – Biberach I – Emmendingen – Schliengen – Caldiero – Arcole – Irland
1797

Fall von Kehl – Rivoli (1797) – St. Vincent – Diersheim – Santa Cruz – Neuwied – Camperduin
Das Gefecht bei Siegburg war der erste Schritt der französischen Offensive über den Rhein, welche die Hauptkampagne des Jahres 1796 im Rahmen des Ersten Koalitionskrieges werden sollte. General Kléber überschritt am 30. Mai 1796 mit den Divisionen Lefebvre und Colaud bei Düsseldorf den Rhein und wandte sich südlich gegen Siegburg, wo er am 1. Juni den Übergang über die Sieg erzwang. Dies eröffnete General Jourdan die Möglichkeit, das Gros seiner Truppen bei Neuwied über den Rhein zu bringen.

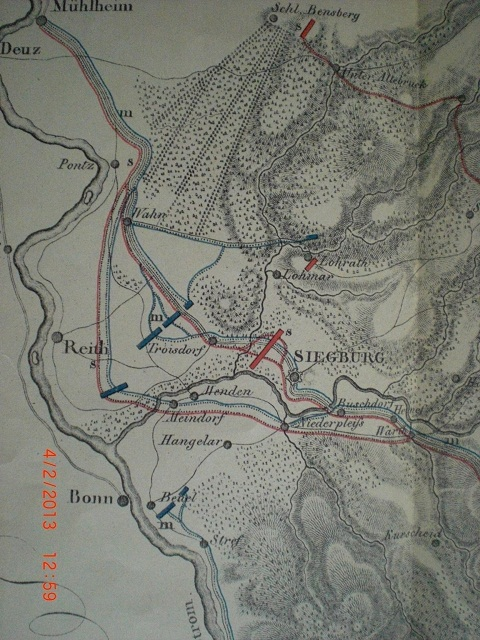
Ausschnitt aus der Karte von 1796 aus dem Buch Grundsätze der Strategie von Erzherzog Carl von Österreich

## Vorgeschichte
Mit dem Waffenstillstand vom 23. November 1795 waren die beiden französischen Revolutionsarmeen unter General Jourdan und General Moreau durch die Hauptstreitmacht der Habsburger Monarchie getrennt. Erzherzog Karl besetzte mit dem Hauptteil der österreichischen Armee die Pfalz von Karlsruhe in einem Bogen über Kaiserslautern nach Mainz. Nördlich und südlich dieser Position blieben die Österreicher rechtsrheinisch. Der linke, südliche Flügel stand unter dem Kommando von Dagobert Sigmund von Wurmser. Seine Truppen waren von Hüningen bei Weil am Rhein über Philippsburg und Mannheim bis Kaiserslautern aufgestellt und besaßen zwischen Basel und Philippsburg keine befestigten Stellungen. Jedoch war die Situation an der rechten, nördlichen Flanke noch schwieriger. Hier war zwar die Festung Ehrenbreitstein im Besitz der Habsburger, jedoch war die Waffenstillstandslinie entlang der Agger und der Sieg gezogen worden, so dass Jourdan bereits mit einem Fuß auf dem rechten Ufer stand und mit Düsseldorf einen Brückenkopf besaß. Der österreichische Flügel, unter dem Prinzen von Württemberg, wurde am östlichen Ufer des Rheins zwischen Neuwied und dem ca. 35 km weiter nördlich gelegenen Altenkirchen aufgestellt. Vorgelagert stand eine Linie von Vorposten entlang der Sieg, welche gegenüber Bonn in den Rhein mündet.
 Das Waffenstillstandsabkommen gab vor, dass zwischen dessen Aufkündigung und dem Beginn der Feindseligkeiten eine Frist von zehn Tagen verpflichtend war. Entgegen dem Rat von Erzherzog Karl und General Wurmser hatte man in Wien die Vorstellung, man könne die Franzosen über die Mosel verdrängen und sich der Festung Landau und des Elsass bemächtigen und bereits im Winter Straßburg belagern. Am 21. Mai 1796 kündigte Österreich den Waffenstillstand auf und setzte den Beginn der Feindseligkeiten auf den 1. Juni fest.

Nach dem Plan der Franzosen sollte General Jourdan seine Sambre-Maas-Armee nördlich von Koblenz über den Rhein führen. Dies sollte Erzherzog Karl zwingen, seine linksrheinischen Positionen westlich von Mainz zu verlassen und sich Jourdan zu stellen, um so General Moreau zu ermöglichen, die Rhein-Mosel-Armee bei Kehl über den Rhein zu bringen und Richtung Donau vorzustoßen.
Am 30. Mai hatte General Kléber den Rhein überschritten und war in die demilitarisierte Zone eingedrungen. Am 31. Mai lagerte er mit seinen Truppen zwischen Porz und Bensberg, besetzte die Agger und die Sieg, um dann am 1. Juni 1796 seine Befehle auszuführen.

## Kampfverlauf

### Habsburgische Darstellung

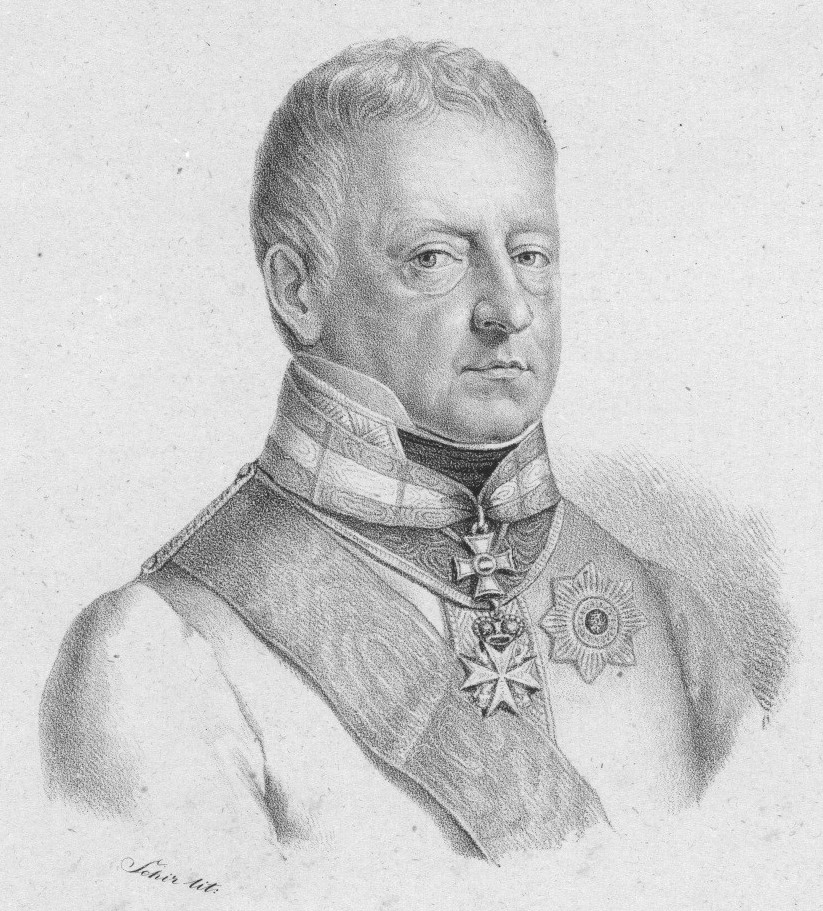
Michael Freiherr von Kienmayer, 1796 General der kaiserlichen Niederrhein-Armee

„Als der Prinz von Württemberg die erste Nachricht von der Vorrückung der Franzosen gegen die Sieg vernahm, fasste er den Entschluss, ihnen mit einem Teil seines ohnehin schwachen Corps entgegen zu gehen. General Kienmaier erhielt den Befehl, mit seiner Avantgarde das Debouchee der Agger bei Troisdorf und in den Furten bei Meindorf und Menden zu decken; überhaupt aber den Feind an der Sieg so lange aufzuhalten, bis die von dem Prinzen detachirten (absondern) 6 Bats. 14 Escad. an dem Einfluss derselben in den Rhein eingetroffen sein würden. Der Oberste Gottesheim sollte sich von Daden gegen die Traventer Höhe und Overath in Bewegung setzen, am Tage des Angriffs die Agger daselbst forciren (zwingen), und zum Soutien (Unterstützung) oder zur Aufnahme wurde noch 1 Bat. nach Wiesen detachiert (absondern).
Am 1. Juni 1796, bevor noch die Abteilungen, mit welchen Ferdinand Friedrich August von Württemberg dem Feinde entgegen gehen wollte, bei der Avantgarde eingetroffen waren, hatte General Colaud schon die Furten bei Meindorf und Menden nach einem hartnäckigen Widerstand errungen und die leichten Truppen der Österreicher bis Hangelar zurückgeworfen, dadurch aber den Übergang der Division Lefebvre über die Agger bei Troisdorf und Lohmar erleichtert. Diese rückte nunmehr gerade auf Siegburg vor, während General Colaud seinen Marsch längs dem linken Ufer des Flusses fortsetzte und die Österreicher zur Verlassung der Brücke von Siegburg zwang. General Kienmaier zog zwar seine Reserve bei Niederpleis zusammen und da mittlerweile Truppen des Hauptcorps herbeigeeilt waren, ging er dem von Meindorf anrückendem Feind entgegen. Dieser hatte indessen aber den größten Teil seiner Kavallerie über die Sieg gesetzt, schlug den General Kienmaier bis über das Difilee (enger Pass) von Warth zurück, und nahm seine Stellung auf den Höhen bei Hennef. Lefebvre lagerte bei Happerschoß hinter der Sieg.“

### Französische Darstellung

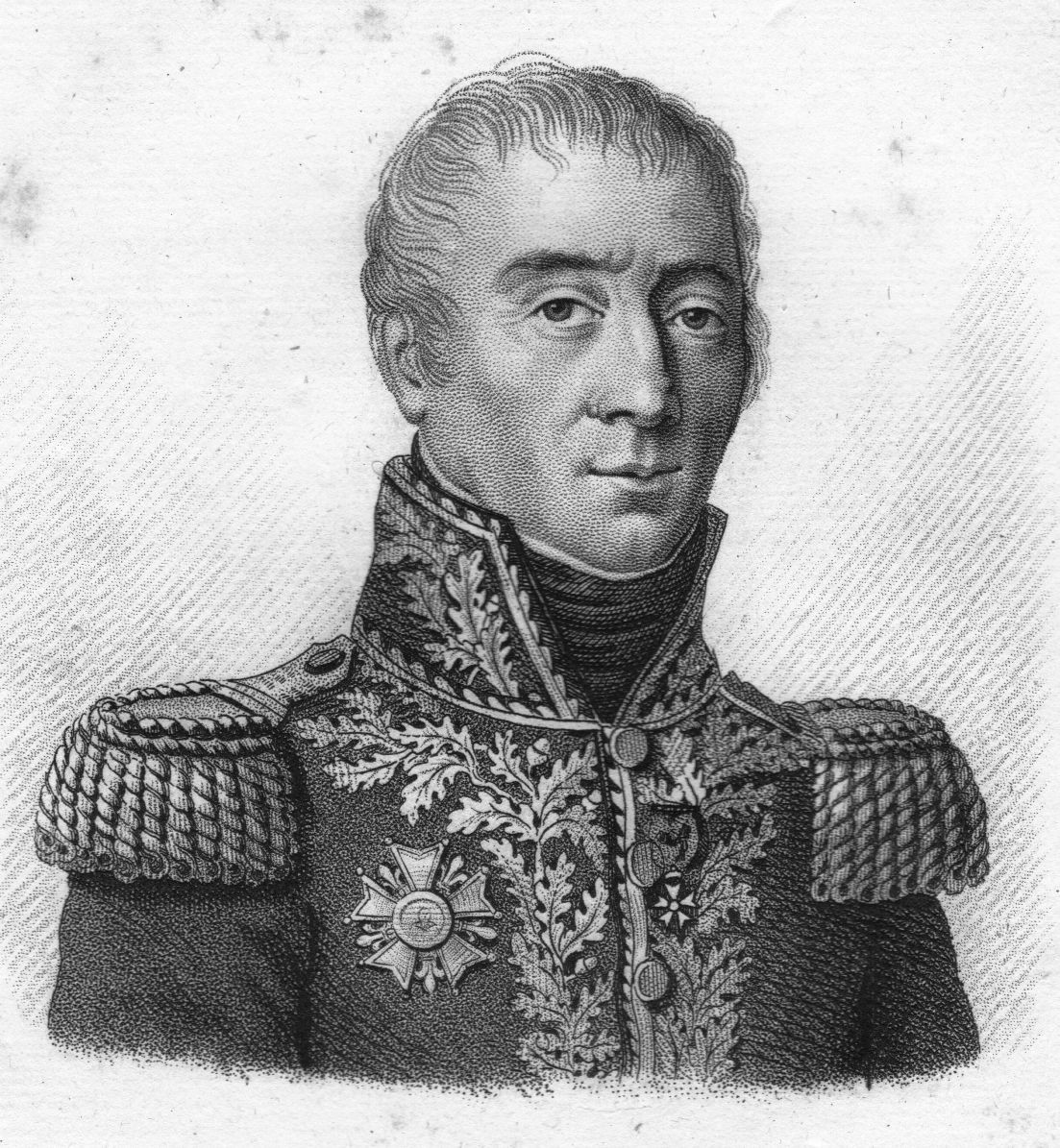
Claude Sylvestre Colaud 1796 General der französischen Sambre- und Maas-Armee

„General Kléber ging am 1. Juni 1796 gegen den Fluss der Sieg vor. Die Ufer diese Flusses und die der Agger waren durch vier Bataillone und zehn Eskadronen, vom General Kienmaier befehligt, verteidigt. Als der Prinz von Württemberg von dem Marsche Klébers unterrichtet wurde, ließ er fünf Bataillone und zehn Escadronen unter den Befehlen des General Finke in der Ebene von Neuwied zurück, und brach mit dem Überrest seiner Truppen auf, um sich mit Kienmaier zu vereinigen und die Franzosen anzugreifen, allein Kléber kam ihm zuvor. General Colaud erzwang den Übergang über die Sieg bei Meindorf und Menden. Lefebvre warf die österreichischen Vorposten über den Haufen, ging bei Troisdorf und Lohmar über die Agger und bemächtigte sich der Stadt und der Brücke von Siegburg, noch bevor der Ferdinand Friedrich August von Württemberg ankam. Indessen war die Spitze der Kolonne, welche diesem Punkte zu Hilfe eilte, angekommen, der Feind hielt bei Niederpleis einen Augenblick stand, und machte sogar eine offensive Bewegung gegen die Division Colaud der auf Meindorf auf dem rechten Ufer der Sieg vorging, er wurde geworfen und von der französischen Reiterei bis zum Engpass von Warth verfolgt. Kléber gab den Verlust der Österreicher auf 2400 Mann an, worunter tausend Gefangene.“

## Truppenstärke
Die Österreicher kündigten den Waffenstillstand mit der Erklärung auf, dass die Feindseligkeiten ihren Anfang am 1. Juni 1796 nehmen würden. Den Vorposten der Deutschen war bei Todesstrafe verboten, früher als am 1. Juni Morgens um 10 Uhr auf die französischen Vorposten zu feuern. Danach ergab sich für die Österreichische Niederrhein Armee unter Erzherzog Carl von Österreich eine Gesamtstärke von 71.076 Mann Infanterie und 20.702 Mann Kavallerie.
- Das Corps zwischen Sieg und Lahn unter Ferdinand Friedrich August von Württemberg....................17.794 M. Inf. und ...5388 M. Kavallerie
- Die Avantgarde, welche an der Sieg stand hatte .........................................................3619 M. Inf. und ...2200 M. Kavallerie
- Zwischen Altenkirchen, Hachenburg und Dierdorf .......................................................7187 M. Inf. und ...2318 M. Kavallerie
- Bei Neuwied unter dem General Finck .........................................................................4409 M. Inf. und .....870 M. Kavallerie
- Garnison von Ehrenbreitstein........................................................................................2579 M. Inf.[5]

## Folgeereignisse

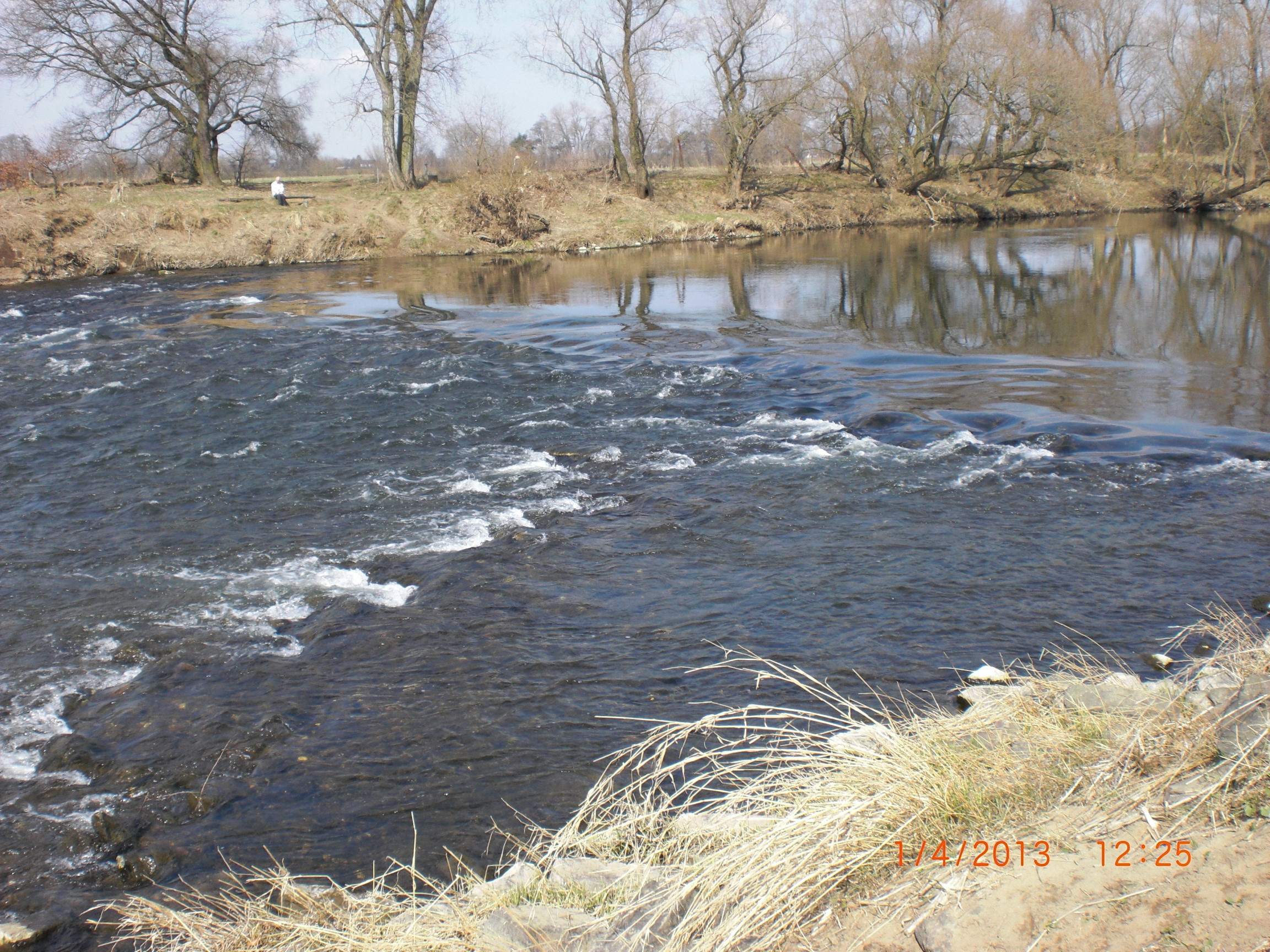
Die Furt von Meindorf, im Volksmund Kuhpfad genannt, in heutigem Zustand.

Am 2. Juni ging General Lefebvre bei Stadt Blankenberg über die Sieg, General Colaud rückte auf die Höhen von Jungrath, und beide Divisionen vereinigten sich vorwärts Kircheib, von wo ihre Avantgarde den Kavallerieposten delogirte (vertreiben) und den General Kienmaier bis unter die Kanonen der Stellung bei Altenkirchen trieb. Hier kam es dann am 4. Juni 1796 zu der Schlacht von Altenkirchen.

## Rückblick
Wären daher die, nach Aufstellung von 5000 Mann bei Neuwied, dem Prinzen von Württemberg übrig gebliebenen 15.000 Mann gleich bei Anfang der Feindseligkeiten vor Uckerath, als Mittelpunkt der ganzen Linie, wo die Sieg am leichtesten zu übersetzen ist und die offene Gegend jeden Seitenmarsch möglich macht, gestanden, so konnten sie den Franzosen entgegengehen, sobald sie ihren Übergangspunkt wahrnahmen, und ein rascher Angriff würde wahrscheinlich zum Vorteil der Österreicher ausgefallen sein.